# СоПроГ
СоПроГ (СОветская ПРОграмма исследований кометы Галлея) — советская программа массовых наблюдений кометы Галлея в возвращении 1986 года, проводившаяся как с целью определения её точных координат (астрометрия), так и для исследования физических характеристик (астрофизика). Инициатором данной программы стала ГАО НАНУ. Проводилась в 1983—1987 годах. Возглавлял эту программу Ярослав Степанович Яцкив. Совещания по данной программе проходили в городе Чернигове. 1986 год был объявлен Международным годом кометы Галлея. В данной программе приняли участие 22 астрономических учреждения СССР. Было опубликовано свыше 1000 астрометрических измерений кометы, что составило около 50 % общего числа положений, зафиксированных в мире, что позволило реализовать международный проект «Лоцман». Данные наблюдения помогли в координации работы миссий автоматических межпланетных станций  Вега-1 и Вега-2, которые успешно провели съемку ядра кометы Галлея с малого расстояния. Одновременно с наземными наблюдениями проводились и исследования кометы при помощи космической обсерватории «Астрон».

## Участники программы
- Главная астрономическая обсерватория Национальной Академии Наук Украины
- Пулковская обсерватория
- Лаборатория космических исследований Ужгородского национального университета
- Боливийская национальная обсерватория
- Северокавказская астрономическая станция Казанского государственного университета
- Астрономическая обсерватория имени В. П. Энгельгардта
- Обсерватория Балдоне
- Гиссарская астрономическая обсерватория: с сентября 1984 года на 1-м телескопе проводились регулярные наблюдения

## Аналогичные программы
- International Halley Watch (IHW) — международная программа наблюдений кометы Галлея